# Orama (Schiff, 1911)
Die Orama (I) war ein 1911 in Dienst gestelltes Passagierschiff der britischen Reederei Orient Steam Navigation Company, das im Passagier- und Postverkehr von Großbritannien nach Australien eingesetzt wurde. Am 19. Oktober 1917 wurde sie im Dienst als bewaffneter Hilfskreuzer (Armed Merchant Cruiser) vor Irland von einem deutschen U-Boot versenkt.

## Das Schiff

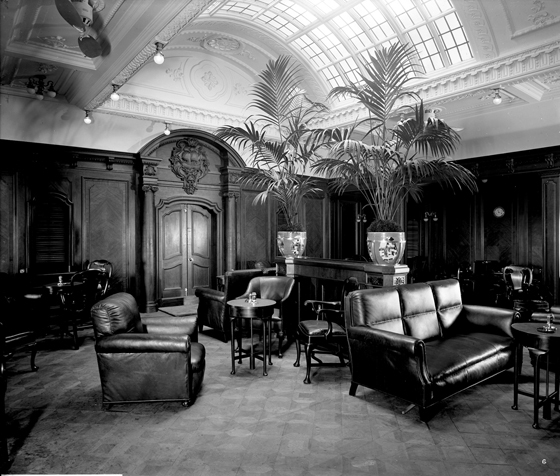
Der Rauchsalon der Ersten Klasse

Das 12.927 BRT große Dampfschiff Orama wurde auf der Werft John Brown & Company in Clydebank gebaut und lief am 28. Juni 1911 vom Stapel. Das 173,43 Meter lange und 19,56 Meter breite Passagier- und Postschiff hatte zwei Schornsteine, zwei Masten und drei Propeller und wurde von zwei Dreifachexpansions-Dampfmaschinen und einer Niederdruck-Turbine angetrieben, die zusammen 13.000 PSi leisteten und eine Geschwindigkeit von 18 Knoten ermöglichten. Das Schiff war zur Beförderung von 240 Passagieren in der Ersten, 210 in der Zweiten und 630 in der Dritten Klasse ausgelegt.
Die Orama war das letzte in einer Reihe von fünf baugleichen Schwesterschiffen, die alle zwischen 1909 und 1911 für die Australienroute in Dienst gestellt wurden. Die anderen vier waren die Otway (12.077 BRT), die Orvieto (12.133 BRT), die Osterley (12.129 BRT), die Otranto (I) (12.077 BRT) und die Orsova (I) (12.136 BRT).
Am 10. November 1911 lief die Orama in London zu ihrer Jungfernfahrt nach Melbourne, Sydney und Brisbane aus. Auf dieser Route blieb sie, bis sie nach Kriegsausbruch 1914 zum Dienst als bewaffneter Hilfskreuzer herangezogen wurde. Am 19. Oktober 1917 fuhr das Schiff in einem aus 17 Schiffen bestehenden Geleitzug, der von acht amerikanischen Zerstörern gesichert wurde. Südlich von Irland wurde die Orama von dem deutschen U-Boot U 62 unter dem Kommando von Kapitänleutnant Ernst Hashagen torpediert. Fünf Menschen kamen ums Leben. Die Orama sank vier Stunden nach der Torpedierung auf der Position 48.00N, 09.20W. Sie war das größte von U 62 versenkte Schiff und unter den 40 größten im Ersten Weltkrieg versenkten alliierten Schiffen. Der Zerstörer Conyngham versuchte ohne Erfolg, U 62 durch Rammen zu versenken.